# Gospina batarija
Gospina batarija je tvrđava u dnu viškog zaljeva, na adresi Šetalište Viški boj 12, Grad Vis.
Utvrda Baterija izgrađena je za austrijske uprave 1841. godine u dnu viškog zaljeva. Austrijski naziv utvrde je bio Levarman. Kada su Talijani zaposjeli otok preimenovana je u Batteria della Madona, a danas se naziva Gospina batarija. Kao glavna i najveća utvrada otoka dijelom je koncipirana po Vaubanovom sistemu. Prednji dio utvrde, okrenut moru ima polukružni tlocrt. U dvokatnoj zgradi utvrde je Arheološki muzej.
Utvrda je imala bateriju od osam topova smještenih na visokom nasipu obzidanom kamenim zidom. Ispod nasipa su se nalazila skladišta i tamnice. U Viškoj bitci 1866. talijanska oklopnjača Formidabile kojom je zapovijedao admiral Simone Antonio Pecoret de Saint-Bon uplovila je u višku luku s još tri manja broda i s utvrdom započela topnički dvoboj koji je završio tako da se je talijanska oklopnjača zapalila i morala se je tako brzo povući da ni sidro nije stigla izvući.
Utvrda je opkoljena jarkom dubokim oko dva metra, a obrambeni zidovi su nakošeni i izgrađeni od obrađenog kamena. Ulaz u utvrdu nalazi se s istočne strane, izgrađen je lučno, s bunjasto obrađenim kamenom. U utvrdu se ulazilo preko pomičnog drvenog mosta, u prostrano pravokutno dvorište na čijem kraju se nalazi bunar za opskrbu vodom. Sa sjeverne strane dvorišta nalazi se visok nasip obzidan visokim kosim zidom nad kojim su nekoć bili smješteni topovi. Ispod nasipa je parabolični kameni svod sa skladišnim prostorima i tamnicom. S južne strane je glavna zgrada s prizemljem i katom u kojoj su bili smješteni zapovjedništvo otoka i vojarna za časnike i vojnike.
Danas je utvrda kulturno središte otoka u kojemu se održavaju izložbe, kazališne predstave, pjesničke večeri. U njoj je smještena Arheološka zbirka Issa, hidroarheološka zbirka, arheološko-etnografska i kulturnopovijesna izložba. Izloženi su predmeti vezani uz ribarstvo, brodogradnju, vinogradarstvo, prijevoz robe te suvremenu povijest.

## Zaštita
Pod oznakom Z-6288 zavedena je pod vrstom "nepokretna kulturna baština - pojedinačna", pravna statusa zaštićena kulturnog dobra, klasificirano kao "vojne i obrambene građevine".

## Vanjske poveznice
|  | Zajednički poslužitelj ima još gradiva o temi Gospina batarija |